# Ulf Svante von Euler
Ulf Svante von Euler (Stockholm, 7 februari 1905 – aldaar, 9 maart 1983) was een Zweeds fysioloog en farmacoloog. Hij won de Nobelprijs voor de Fysiologie of Geneeskunde in 1970 voor zijn baanbrekende werk aan neurotransmitters.

## Leven
Ulf von Euler is geboren in Stockholm. Zijn ouders waren allebei bekende wetenschappers. Zijn vader was Hans von Euler-Chelpin, een Duitse hoogleraar scheikunde die in 1929 de Nobelprijs voor de Scheikunde won. Zijn moeder was Astrid Cleve, hoogleraar in de botanie en de geologie. Haar vader was overigens Per Teodor Cleve, hoogleraar scheikunde aan de universiteit van Uppsala en ontdekker van de elementen thulium en holmium.
Met een dergelijke stamboom in de wetenschappen, het onderwijs en onderzoek lag het voor de hand dat Von Euler ook de wetenschappen in zou gaan. Hij ging dus in 1922 medicijnen studeren aan het Karolinsa Instituut. Daar werkte hij onder Robin Fåhraeus aan bloedsedimentatie en reologie en deed hij onderzoek aan de patofysiologie van vasoconstrictie. Hij promoveerde in 1930 en werd datzelfde jaar aangesteld als universitair docent in de farmacologie, op voorspraak van G. Liljestrand. Tussen 1930 en 1931 kreeg hij een Rochester Fellowship-beurs om in het buitenland zijn postdoctorale studie te doen. Deze deed hij in Engeland, in Londen onder Sir Henry Dale en in Birmingham onder I. de Burgh Daly. Daarna reisde hij af naar continentaal Europa en studeerde hij bij Corneille Heymans in Gent en Gustav Embden in Frankfurt. Von Euler had de smaak van het reizen te pakken, dus ging hij in 1934 werken en leren bij Archibald Hill in Londen, waar hij de biofysica bestudeerde. In 1938 trad hij in dienst van G. L. Brown, bij wie hij neuromusculaire transmissie studeerde. Van 1946 tot 1947 werkte hij in Buenos Aires voor Eduardo Braun-Menéndez aan het Instituto de Biología y Medicina Experimental van Bernardo Houssay. Achteraf bleek dat Von Euler een goede neus had voor wetenschappelijke topmensen bij het zoeken naar werkgevers: Dale, Heymans, Hill en Houssay zouden allemaal de Nobelprijs winnen voor fysiologie of voor medicijnen.

## Werken
Von Euler's verblijf als postdoc in Dales laboratorium was kort, maar krachtig: in 1931 ontdekte hij er, samen met John H. Gaddum, een belangrijk autofarmacologisch principe, de neuropeptide substantie P. Na zijn terugkeer in Stockholm werkte Von Euler hieraan verder en ontdekte hij nog vier belangrijke, actieve, endogene substanties: prostaglandinen, vesiglandine (1935), piperidine (1942) en noradrenaline (1946).
In 1939 werd Von Euler aangesteld als hoogleraar fysiologie van het Karolinska Instituut, waar hij tot 1971 werkzaam bleef. Zijn vroege samenwerking met Liljestrand leidde tot een belangrijke ontdekking, het Euler-Liljestrand mechanisme (een fysiologische kunstader die optrad als reactie op een afname in de lokale zuurstoftoevoer aan de longen).
Vanaf 1946 (de ontdekking van noradrenaline) wijdde Von Euler zich voornamelijk aan dit gebied. Met zijn groep bestudeerde hij nauwkeurig de distributie van noradrenaline over het lichaam en haar levenscyclus binnen biologische weefsels en het zenuwstelsel onder verschillende fysiologische en pathologische condities. Hij ontdekte dat noradrenaline geproduceerd en opgeslagen wordt in synaptische uiteinden in intracellulaire blaren, een fundamentele ontdekking die de richting van vrijwel al het onderzoek op het gebied omgooide. In 1970 ontving hij de Nobelprijs voor zijn werk, samen met Sir Bernard Katz en Julius Axelrod. Vanaf 1953 was hij erg actief binnen de Nobelstichting; hij was onder meer voorzitter van de commissie voor fysiologie en medicijnen vanaf 1965 voorzitter van de raad van bestuur. Van 1965 tot 1971 was hij ook vicepresident van Internationale Unie van Fysiologische Wetenschappen. Naast de Nobelprijs won hij vele andere prijzen en onderscheidingen, waaronder de Gairdner Prijs (1961), de Jahre Prijs (1965), de Stouffer Prjs (1967), de Carl Ludwig Medaille (1953), de Schmiedeberg Plakette (1969), La Madonnina (1970), verschillende eredoctoraten van universiteiten over de hele wereld en lidmaatschappen van verscheidene, erudiete medische en wetenschappelijke sociëteiten.
Doctor Ulf Svante von Euler stierf in 1983.
1901: Behring · 
1902: Ross · 
1903: Finsen · 
1904: Pavlov · 
1905: Koch · 
1906: Golgi, Ramón y Cajal · 
1907: Laveran · 
1908: Mechnikov, Ehrlich · 
1909: Kocher · 
1910: Kossel · 
1911: Gullstrand · 
1912: Carrel · 
1913: Richet ·
1914: Bárány · 
1919: Bordet · 
1920: Krogh · 
1922: Hill, Meyerhof · 
1923: Banting, Macleod · 
1924: Einthoven ·
1926: Fibiger · 
1927: Wagner-Jauregg · 
1928: Nicolle · 
1929: Eijkman, Hopkins · 
1930: Landsteiner · 
1931: Warburg · 
1932: Sherrington, Adrian · 
1933: Morgan · 
1934: Whipple, Minot, Murphy · 
1935: Spemann · 
1936: Dale, Loewi · 
1937: Szent-Györgyi · 
1938: Heymans · 
1939: Domagk · 
1943: Dam, Doisy · 
1944: Erlanger, Gasser · 
1945: Fleming, Chain, Florey · 
1946: Muller · 
1947: C. Cori, G. Cori, Houssay · 
1948: Müller · 
1949: Hess, Moniz · 
1950: Kendall, Reichstein, Hench · 
1951: Theiler · 
1952: Waksman · 
1953: Krebs,Lipmann ·
1954: Enders, Weller, Robbins · 
1955: Theorell · 
1956: Cournand, Forssmann, Richards · 
1957: Bovet · 
1958: Beadle, Tatum, Lederberg · 
1959: Ochoa, Kornberg · 
1960: Burnet, Medawar · 
1961: Békésy · 
1962: Crick, Watson, Wilkins · 
1963: Eccles, Hodgkin, Huxley · 
1964: Bloch, Lynen · 
1965: Jacob, Lwoff, Monod · 
1966: Rous, Huggins · 
1967: Granit, Hartline, Wald · 
1968: Holley, Khorana, Nirenberg · 
1969: Delbrück, Hershey, Luria · 
1970: Katz, Euler, Axelrod · 
1971: Sutherland · 
1972: Edelman, Porter · 
1973: Frisch, Lorenz, Tinbergen · 
1974: Claude, De Duve, Palade · 
1975: Baltimore, Dulbecco, Temin ·
1976: Blumberg, Gajdusek · 
1977: Guillemin, Schally, Yalow · 
1978: Arber, Nathans, Smith · 
1979: Cormack, Hounsfield · 
1980: Benacerraf, Dausset, Snell · 
1981: Sperry, Hubel, Wiesel · 
1982: Bergström, Samuelsson, Vane · 
1983: McClintock · 
1984: Jerne, Köhler, Milstein · 
1985: Brown, Goldstein · 
1986: Cohen, Levi-Montalcini · 
1987: Tonegawa · 
1988: Black, Elion, Hitchings · 
1989: Bishop, Varmus · 
1990: Murray, Thomas · 
1991: Neher, Sakmann · 
1992: Fischer, Krebs · 
1993: Roberts, Sharp · 
1994: Gilman, Rodbell · 
1995: Lewis, Nüsslein-Volhard, Wieschaus · 
1996: Doherty, Zinkernagel · 
1997: Prusiner · 
1998: Furchgott, Ignarro, Murad · 
1999: Blobel · 
2000: Carlsson, Greengard, Kandel ·
2001: Hartwell, Hunt, Nurse · 
2002: Brenner, Horvitz, Sulston · 
2003: Lauterbur, Mansfield · 
2004: Axel, Buck · 
2005: Marshall, Warren ·
2006: Fire, Mello ·
2007: Capecchi, Smithies, Evans ·
2008: Zur Hausen, Barré–Sinoussi, Montagnier ·
2009: Blackburn, Greider, Szostak ·
2010: Edwards ·
2011: Beutler, Hoffmann, Steinman ·
2012: Gurdon, Yamanaka ·
2013: Rothman, Schekman, Südhof ·
2014: O'Keefe, Moser, Moser ·
2015: Campbell, Omura, Tu ·
2016: Osumi ·
2017: Hall, Rosbash, Young ·
2018: Allison, Honjo ·
2019: Kaelin, Ratcliffe, Semenza ·
2020: Alter, Houghton, Rice ·
2021: Julius, Patapoutian ·
2022: Pääbo ·
2023: Karikó, Weissman ·
2024: Ambros, Ruvkun